# 酞菁亚铁
酞菁亚铁（FePc）是一种配位化合物，化学式为C32H16FeN8。它在室温时是暗紫色晶体，难溶于水。

## 合成
酞菁亚铁可由氯化亚铁、脲和邻苯二甲酸酐在鄰苯二甲酸二(2-乙基己基)酯中，在氯化铵存在下、钼酸铵催化下加热反应制得。